# 全国美术作品展览
全国美术作品展览（简称：全国美展），创办于1949年，是中华人民共和国文化和旅游部、中国文学艺术界联合会和中国美术家协会共同举办的国家级综合性美术展览。展览从第六届开始，每五年一届，迄今已举办过14届。
第14届全国美展，于2024年6月至11月间分两个阶段进行展览。本届展览共收到来自全国各地5340件综合材料绘画作品，经评选，有220件作品入选，其中进京作品24件。

## 评选规则
各省市、新疆生产建设兵团及部队等基层美术机构会先在本地区开展作品的征集和遴选（中央直属单位作品由北京美协负责），有些艺术门类的作品会直接报送至中国美术家协会的各艺术委员会进行评选。之后，全国美展的总评审委员会会对这些作品进行汇总和筛选，最终确定入选作品和获奖作品。